# 緬甸式社會主義
緬甸式社會主義（直译：「緬甸通往社會主義的道路」）是指1962年—1988年奈温领导下的缅甸政府推動的社會主義意识形态。更确切地说，緬甸式社會主義是在奈温及其军队發動政變推翻吴努政府后不久，由聯邦革命委員會于1962年4月写的一份经济论述作為經濟發展的藍圖，主張減少外國在緬甸的影響，並增加軍隊的作用，這與過去吳努政府推行的社會主義政策有不同。
在奈温统治下，缅甸的贫穷和孤立程度大大增加，被形容为“灾难性”。奈温当局发行在奈温看來是吉祥的、能被9整除面额的货币，使民眾损失数百万缅甸元的储蓄，导致1988年发生8888民主運動；军方暴力镇压該运动后，成立国家恢复法律和秩序委员会接管政权，奈溫下台。

## 简介
1962年奈温發動政變後，以聯邦革命委員會的名義主政，並成立缅甸社會主義綱領黨；1972年，將國名改為緬甸聯邦社會主義共和國。
奈溫政權任內，對緬甸本部實行農業集體化、資產國有化，排擠中国、印度商人的影響。對外多次對撣邦進攻，剝奪詔法統治權（用养老金買斷自治權）。
1988年7月，缅甸全国爆发大规模游行示威，奈温被迫下台。不久後另一股軍方勢力接管政權，結束了緬甸式社會主義的實施。

## 思想特點
緬甸式社會主義被描述為反西方的中立主義和社會主義，但在本質上與马克思主义的社會主義有很大不同。緬甸式社會主義主张在經濟上依賴農民，内政上重視軍隊，思想上以人為本及上座部佛教的調和作用（區别於科學社會主義階級鬥爭）。

## 影響
緬甸式社會主義對缅甸影嚮是多方面，影響經濟、教育和緬甸人民的生活水平。政府還實施了廣泛的緬甸公民簽證限制，外國援助組織不再允許在該國經營，外國人簽證僅限24小時。學校也禁止英語教授，政府資助學生到蘇聯和東歐接受培訓。
言論自由被廣泛限制，外語出版物被禁止，新聞審查委員會（現在的新聞審查和登記處）檢查所有出版物，包括報紙、雜誌、廣告和動畫片。1962年8月，通過印刷和出版商登記法，政府設立的緬甸新聞社作為服務於全國的新聞發布機構，從而有效地取代外國新聞機構工作。1963年9月，兩份緬甸的報紙《先鋒》和《衛報》被收歸國有。1965年12月，政府禁止私人擁有的報紙出版。
1963年通過國有化法後，共約15000個私人公司被國有化，私人資本被禁止，工業與私人資本建立新的工廠被禁止，直接影響在緬甸的外國人，尤其是印裔緬甸人和緬甸華人，亦導致經濟大倒退、黑市盛行（佔國民經濟約80％）。